# União Democrata-Crista de Timor
Die União Democrata-Crista de Timor (Christlich-Demokratische Union Timors) UDC ist eine christlich-konservative, osttimoresische Partei.

## Ideologie und Mitglieder
Grundlage der Ideologie der UDC sind der christliche Humanismus und die Sozialdoktrin der katholischen Kirche. Die Mehrheit der zeitweise 1500 Mitglieder sind Katholiken. Als politisches System strebte sie bei den Wahlen zur verfassunggebenden Versammlung für das unabhängige Osttimor ein Mehrparteiensystem mit semipräsidialer Regierungsform nach französischem Vorbild an, allerdings mit einer starken Begrenzung der Macht des Präsidenten. Außerdem befürwortete sie die Marktwirtschaft. Die UDC hatte einen Beobachterstatus bei der Internationalen Christdemokratischen Union.

## Geschichte

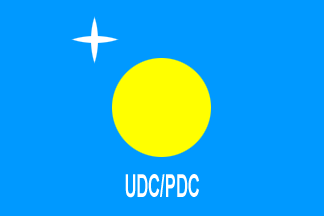
Flagge der UDC/PDC

14. März 1998 spaltete sie sich in Portugal von der União Democrática Timorense (UDT) ab.
Ab August 2000 trat sie mit der Partido Democrata Cristão (PDC) unter er gemeinsamen Führung von Vicente da Silva Guterres und Arlindo Marçal auf, dem früheren Moderator der protestantischen Christlichen Kirche Osttimors. Die UDC war im Nationalrat (NC) vertreten, die PDC nicht. Guterres vertrat die UDC im Conselho Nacional de Resistência Timorense (CNRT), der Dachorganisation des timoresischen Widerstandes, dem Guterres seit dessen Gründung 1998 angehörte. Im CNRT hatte er das Amt des Sekretärs inne. Am 5. August 2000 spalteten sich einige Mitglieder als PDC wieder ab, während das Bündnis UDC/PDC weiter bestand.
Nach der Wahl zur verfassunggebenden Versammlung 2001 zog Guterres als Vorsitzender und einziger Vertreter der UDC/PDC in das Nationalparlament Osttimors ein. Seit 2007 gehört Guterres zum Congresso Nacional da Reconstrução Timorense (CNRT), während seine Partei mit der PDC unter ihrem Banner fusionieren wollte.
Zu den Parlamentswahlen in Osttimor 2017 reichte die UDC aber doch eine eigene Wahlliste beim Tribunal de Recurso de Timor-Leste  ein.